# Pierre Akendengué

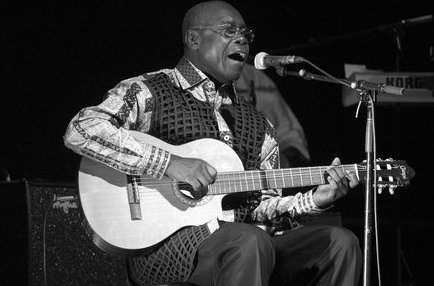
Pierre Akendengué

Pierre-Claver Akendengué (nació el 25 de abril de 1943) es un músico y compositor gabonés. En 1997, recibió el "Premio a la excelencia" de su país en los premios Africa Music en Libreville, en reconocimiento a su obra. También es asesor cultural del gobierno de Gabón.

## Biografía
Nació en la isla de Awuta, que se encuentra frente a Port-Gentil, Akendengué fue a la escuela en Port-Gentil y posteriormente estudió psicología en la Universidad de Caen en Francia durante la década de 1960. Estando en Francia, conoció a la cantante Mireille, quien le animó en sus inquietudes musicales.
En 1974, Akendengué grabó su primer disco, Nandipo, que constaba de canciones de composición propia, cantadas en francés y nkomi, acompañadas de guitarra, coro femenino, bajo y la percusión de Nana Vasconcelos. Más tarde puso música a poemas de P.E. Mondjegou, como "Le Chant du Coupeur d'Okoumé" ("La canción del cortador de Okoumé"). Al regresar a Gabón, estudió solfeo y canto llanoen una universidad católica y preparó espectáculos para mostrar las formas tradicionales de Gabón en un escenario de concierto.
En 1986, recibió un doctorado de la Universidad de París por su estudio de la religión y la educación entre los Nkomi.

## Discografía
- 1974 Nandipo
- 1976 África Obota
- 1978 Eseringuila
- 1979 Owende
- 1980 Mengo
- 1982 Awana W'Afrika
- 1983 Mando
- 1984 Despertar de África
- 1986 Piroguier
- 1986 Sarraouinia
- 1988 Esperanza en Soweto
- 1990 Silencio
- 1993 Lambarena
- 1995 Maladadita
- 1996 Carrefour Rio
- 2000 Obakadencias
- 2004 Ekunda-Sah
- 2005 Gorea
- 2009 La Verdad de África
- 2013 Destino
- 2018 El color de África [3]